# Włodzimierz Skorupski
Włodzimierz Skorupski (ur. w Opocznie) – polski lekarz weterynarii, urzędnik państwowy, Główny Lekarz Weterynarii w 2016.

## Życiorys
Absolwent Wydziału Weterynarii na Akademii Rolniczej w Lublinie (1983). Przez wiele lat zajmował stanowisko powiatowego lekarza weterynarii w Opocznie. 9 lutego 2016 został Głównym Lekarzem Weterynarii. 28 grudnia 2016 złożył rezygnację z tej funkcji. W sierpniu 2019 objął stanowisko Łódzkiego Wojewódzkiego Lekarza Weterynarii.
Od 2005 prowadzi również stajnię „Samotnia” w Kraśnicy, która zajmuje się działalnością sportowo-rekreacyjną i hodowlą koni.

## Odznaczenia
- Złoty Krzyż Zasługi (2008)[1]